# La Giettaz
La Giettaz és un municipi francès situat al departament de la Savoia i a la regió d'Alvèrnia-Roine-Alps. L'any 2007 tenia 454 habitants.

## Demografia

### Població
El 2007 la població de fet de La Giettaz era de 454 persones. Hi havia 176 famílies de les quals 68 eren unipersonals (44 homes vivint sols i 24 dones vivint soles), 44 parelles sense fills, 56 parelles amb fills i 8 famílies monoparentals amb fills.
La població ha evolucionat segons el següent gràfic:
Habitants censats

### Habitatges
El 2007 hi havia 722 habitatges, 198 eren l'habitatge principal de la família, 511 eren segones residències i 13 estaven desocupats. 280 eren cases i 441 eren apartaments. Dels 198 habitatges principals, 140 estaven ocupats pels seus propietaris, 48 estaven llogats i ocupats pels llogaters i 10 estaven cedits a títol gratuït; 19 tenien una cambra, 29 en tenien dues, 53 en tenien tres, 37 en tenien quatre i 60 en tenien cinc o més. 156 habitatges disposaven pel capbaix d'una plaça de pàrquing. A 101 habitatges hi havia un automòbil i a 72 n'hi havia dos o més.

### Piràmide de població
La piràmide de població per edats i sexe el 2009 era:
| Homes | Edats   | Dones |
| ----- | ------- | ----- |
| 0     | 95 o +  | 0     |
| 0     | 90 a 94 | 4     |
| 4     | 85 a 89 | 4     |
| 12    | 80 a 84 | 8     |
| 8     | 75 a 79 | 8     |
| 4     | 70 a 74 | 24    |
| 16    | 65 a 69 | 12    |
| 16    | 60 a 64 | 4     |
| 12    | 55 a 59 | 4     |
| 8     | 50 a 54 | 8     |
| 28    | 45 a 49 | 40    |
| 16    | 40 a 44 | 12    |
| 16    | 35 a 39 | 16    |
| 28    | 30 a 34 | 16    |
| 20    | 25 a 29 | 20    |
| 16    | 20 a 24 | 20    |
| 8     | 15 a 19 | 16    |
| 12    | 10 a 14 | 8     |
| 4     | 5 a 9   | 28    |
| 12    | 0 a 4   | 24    |

## Economia
El 2007 la població en edat de treballar era de 274 persones, 214 eren actives i 60 eren inactives. De les 214 persones actives 208 estaven ocupades (118 homes i 90 dones) i 6 estaven aturades (2 homes i 4 dones). De les 60 persones inactives 25 estaven jubilades, 20 estaven estudiant i 15 estaven classificades com a «altres inactius».

### Ingressos
El 2009 a La Giettaz hi havia 184 unitats fiscals que integraven 425 persones, la mediana anual d'ingressos fiscals per persona era de 13.966 €.

### Activitats econòmiques
Dels 71 establiments que hi havia el 2007, 1 era d'una empresa alimentària, 2 d'empreses de fabricació d'altres productes industrials, 14 d'empreses de construcció, 8 d'empreses de comerç i reparació d'automòbils, 2 d'empreses de transport, 15 d'empreses d'hostatgeria i restauració, 7 d'empreses immobiliàries, 4 d'empreses de serveis, 15 d'entitats de l'administració pública i 3 d'empreses classificades com a «altres activitats de serveis».
Dels 25 establiments de servei als particulars que hi havia el 2009, 1 era una oficina de correu, 2 paletes, 7 fusteries, 3 lampisteries, 1 electricista, 1 perruqueria i 10 restaurants.
Dels 6 establiments comercials que hi havia el 2009, 1 era una fleca, 2 carnisseries, 1 una botiga de mobles i 2 botigues de material esportiu.
L'any 2000 a La Giettaz hi havia 32 explotacions agrícoles que ocupaven un total de 335 hectàrees.

## Equipaments sanitaris i escolars
El 2009 hi havia una escola elemental.

## Poblacions més properes
El següent diagrama mostra les poblacions més properes.